# Ignacio Gallo

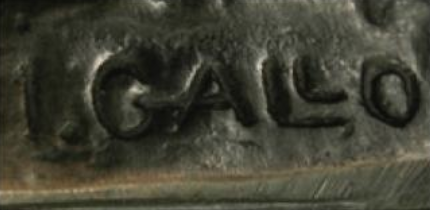
Signatur von Ignacio Gallo

Ignacio Gallo (vollständig Ignacio Gallo Ros; * 28. Mai 1887 in Valladolid, Spanien; † nach 1956)  war ein spanischer Bildhauer und Graveur, der in Madrid und Paris aktiv war. Seine Arbeiten zeigen Tierszenen, weibliche Akte, Tänzerinnen und heroische Figuren als chryselephantine Statuetten im Stil des Art déco, die er aus Bronze (oftmals versilbert), Elfenbein und Marmor fertigte.

## Leben
Ignacio Gallo Ros wurde im Mai 1887 in Valladolid geboren und darauf am 8. Juni in der Pfarrkirche von San Andrés getauft. Seine Eltern waren Melquiades Gallo aus San Millán de Juarros und Josefa Ros aus Manresa. 1902 und 1903 besuchte Gallo die höheren Klassen einer Kunstschule. Als Bildhauer erhielt er einen Preis zweiter Klasse und im folgenden Jahr eine besondere Auszeichnung der Provinz- und Stadtverwaltung. Seine Lehrer dort waren die Bildhauer Ángel Díaz und Luciano Sánchez Santarén.
1906 besuchte er die Real Academia de Bellas Artes de San Fernando in Madrid, wo er zumindest 1906 und 1907 Schüler von Muñoz Degrain und Alejo Vera war. Im November 1907 fand in Valladolid im Zuge einer Hommage an den Dichter Emilio Ferrari im Theater Calderón de la Barca eine Aufführung dessen Bühnendramas La justicia del acaso statt, bei dem eine von Gallo gefertigte Büste mit der Aufschrift Valladolid a Ferrari auf einem Sockel auf der Bühne aufgestellt wurde. Diese Büste schenkte Gallo am 16. Januar 1908 dem Stadtrat von Valladolid und bat darum, ihn bei seinem Studium der Bildhauerei im Ausland finanziell zu unterstützen. Der Rat gewährte ihm eine Prämie von fünfhundert Peseten.
1910 nahm er zusammen mit dem Bildhauer Tomás Arguello an einem Wettbewerb teil, für den die Stadtverwaltung ein Auslandsstipendium ausgeschrieben hatte. Beide teilten sich den Preis, da die Jury ihre beiden Büsten der Königin von Kastilien und León, Maria de Molina (1284–1295), als gleichwertig einstufte. 1912 stellte er mit seinem Werk Apóstol zum ersten Mal auf dem Salon de Paris aus. Im selben Jahr nahm er auch an einer Regionalausstellung in Valladolid teil, wo er fünf Werke zeigte: Hacia la vida (Erster Preis), Cabeza de estudio, Maria de Molina, eine Büste des Malers Eduardo García Benito und ein Porträt eines Violinisten aus Valladolid, Julián Jiménez.
In Paris beschäftigte er sich zwischen 1910 und 1935 mit Erstellung von zahlreichen Skulpturen im Stil des Art-Déco mit Motiven wie Badenden, Tänzerinnen, Akten und heidnischen Göttinnen, die er oft in der Gießerei von Marcel Guillemar ausführen ließ. In der Stadt schloss er sich einer kleinen Gruppe von Freunden aus Valladolid an, zu der der Violinist Julián Jiménez, der Maler Eduardo García Benito und der Bildhauer Mariano Alonso Izquierdo gehörten.
1942 fertigte er eine Gedenktafel zu Ehren der Flamencotänzerin Antonia Mercé mit dem Titel La Argentina an. Am 16. Januar 1956 erwähnten Pariser Zeitungen Ignacio Gallo als Bildhauer einer Gedenkmedaille mit einem Profil des Autors Miguel de Cervantes anlässlich einer internationalen Gemäldeausstellung zum 350. Jahrestages der Veröffentlichung dessen Romans Don Quijote in Paris. Danach verläuft sich die Spur des Bildhauers, sein Todesdatum ist nicht bekannt, die Literatur vermutet Paris als Sterbeort.

## Werke (Auswahl)
- Jeune femme au lévrier
- Elephant
- Couple de faisans
- Danseuse
- L’Amazone
- Coeur du Christ
- Büste eines lachenden Mädchens, 1927
- Wildschwein von Hunden attackiert
- Raubvogel
- Tänzerin, Akt
- Kinderbacchant und Satyr
- Tanzender Frauenakt mit Narrenpuppe